# Comuni della Repubblica Ceca (Ř)
Questa pagina contiene l'elenco dei comuni cechi il cui nome inizia con la lettera Ř.
Per ciascun comune sono indicati il distretto e la regione d'appartenenza. I comuni che hanno lo status di città (město) sono indicati in grassetto, quelli che hanno lo status di comune mercato (městys) in corsivo.
| Comune                       | Distretto           | Regione             |
| ---------------------------- | ------------------- | ------------------- |
| Řásná                        | Jihlava             | Vysočina            |
| Řečany nad Labem             | Pardubice           | Pardubice           |
| Řečice (Pelhřimov)           | Pelhřimov           | Vysočina            |
| Řečice (Žďár nad Sázavou)    | Žďár nad Sázavou    | Vysočina            |
| Řehenice                     | Benešov             | Boemia centrale     |
| Řehlovice                    | Ústí nad Labem      | Ústí nad Labem      |
| Řeka                         | Frýdek-Místek       | Moravia-Slesia      |
| Řemíčov                      | Tábor               | Boemia meridionale  |
| Řenče                        | Plzeň-jih           | Plzeň               |
| Řendějov                     | Kutná Hora          | Boemia centrale     |
| Řepeč                        | Tábor               | Boemia meridionale  |
| Řepice                       | Strakonice          | Boemia meridionale  |
| Řepín                        | Mělník              | Boemia centrale     |
| Řepiště                      | Frýdek-Místek       | Moravia-Slesia      |
| Řepníky                      | Ústí nad Orlicí     | Pardubice           |
| Řepov                        | Mladá Boleslav      | Boemia centrale     |
| Řeřichy                      | Rakovník            | Boemia centrale     |
| Řestoky                      | Chrudim             | Pardubice           |
| Řetová                       | Ústí nad Orlicí     | Pardubice           |
| Řetůvka                      | Ústí nad Orlicí     | Pardubice           |
| Řevnice                      | Praha-západ         | Boemia centrale     |
| Řevničov                     | Rakovník            | Boemia centrale     |
| Řícmanice                    | Brno-venkov         | Moravia meridionale |
| Říčany (Moravia meridionale) | Brno-venkov         | Moravia meridionale |
| Říčany                       | Praha-východ        | Boemia centrale     |
| Říčky                        | Brno-venkov         | Moravia meridionale |
| Říčky v Orlických horách     | Rychnov nad Kněžnou | Hradec Králové      |
| Řídeč                        | Olomouc             | Olomouc             |
| Řídelov                      | Jihlava             | Vysočina            |
| Řídký                        | Svitavy             | Pardubice           |
| Řikonín                      | Brno-venkov         | Moravia meridionale |
| Říkov                        | Náchod              | Hradec Králové      |
| Říkovice                     | Přerov              | Olomouc             |
| Římov (Vysočina)             | Třebíč              | Vysočina            |
| Římov (Boemia meridionale)   | České Budějovice    | Boemia meridionale  |
| Řimovice                     | Benešov             | Boemia centrale     |
| Řípec                        | Tábor               | Boemia meridionale  |
| Řisuty                       | Kladno              | Boemia centrale     |
| Řitka                        | Praha-západ         | Boemia centrale     |
| Řitonice                     | Mladá Boleslav      | Boemia centrale     |